# مارگرت یکم
مارگارت یکم دانمارک که به عنوان مارگارت کبیر نیز شناخته می شود (دانمارکی: Margrete Valdemarsdatter; ۱۳۵۳ – ۲۸ اکتبر ۱۴۱۲)او نخست از سال ۱۳۷۶ تا ۱۳۸۷ به عنوان نایب السلطنه پسرش اولاف دوم دانمارک به تنهایی حکومت می کرد بعد از مرگ پسرش اولاف خودش با نام مارگارت اول ملکهٔ سوئد، نروژ و دانمارک بر تخت سلطنت نشست و سلطنت کرد. او پادشاهی بود که اتحاد کالمار را با وسعتی ۳،۰۰۰،۰۰۰ کیلومتر مربع تأسیس کرد و به عنوان نخستین ملکه حاکم بزرگ تاریخ قاره اروپا شناخته می شود دوره حکومت وی عصر طلایی اتحاد کالمار بود. 
او را در دوران حکومتش با القاب «سمیرامیس شمال» و «خانم شاهنشاه» می‌شناختند.